# Klintsý
Klintsý (ruso: Клинцы́) es una ciudad rusa ubicada en la óblast de Briansk. Dentro de la óblast, está constituida como un ókrug urbano, es decir, el territorio de la ciudad forma una jurisdicción de segundo nivel, tanto administrativa como municipal, directamente subordinada a la óblast. Su territorio se enclava geográficamente en el raión de Klintsý, del que es sede administrativa, pero no forma parte del mismo.
En 2021, el ókrug urbano de Klintsý tenía una población de 70 385 habitantes, de los que 63 059 vivían en la propia ciudad y el resto en dos pedanías: los pueblos (siola) de Záimishche y Ardón. Klintsý es la segunda ciudad más poblada de la óblast, solamente superada en población por la capital regional Briansk.
Se ubica unos 150 km al suroeste de la capital regional Briansk, al norte de la carretera A240 que une Briansk con Gómel.

## Historia
La ciudad fue fundada en 1707 por viejos creyentes que huían de la persecución religiosa. Recibe su topónimo en referencia a su primer habitante, Vasili Afanasyevich Klintsov, procedente del uyezd de Kostromá. En 1782, el asentamiento fue clasificado como un posad en el uyezd de Surazh, desde 1802 integrado en la gobernación de Chernígov. A finales del siglo XVIII era una de las localidades más alfabetizadas de la zona, ya que albergaba una imprenta de libros religiosos de los viejos creyentes. Sin embargo, a partir de 1830 se desarrolló la industria textil, hasta el punto de albergar en las décadas siguientes más del 90% de la producción textil de la gobernación de Chernígov.
En 1918, según el tratado de Brest-Litovsk, el pueblo fue incluido en la República Popular Ucraniana, pero en 1919 pasó a formar parte de la RSFS de Rusia, que en 1921 lo declaró capital distrital en la entonces gobernación de Gómel. Posteriormente, la Unión Soviética le dio estatus de ciudad en 1925 y la separó de su distrito en 1936. En 1986 fue una de las ciudades rusas más afectadas por el accidente de Chernóbil.